# 오정거천
5정거천(五淨居天) 또는 정거천(淨居天)은 성문4과(聲聞四果) 가운데 제3과인 불환과(不還果) 즉 아나함과(阿那含果)를 증득한 수행자가 거주하는 색계의 5가지 청정한 처소를 통칭한다.
5정거천(五淨居天, 산스크리트어: Śuddhâvāsa-deva, Śuddhāvāsa) 또는 정거천(淨居天)에서 정거(淨居, 산스크리트어: śuddhāvāsa)는 정(淨, 산스크리트어: śuddha: 청정)과 거(居, 산스크리트어: vāsa: 거주처, 처소)가 합쳐진 낱말로, 문자 그대로의 뜻은 '청정한 거처(pure abode)'이며, 청정한 업[淨業]을 이룬 성인이 태어나 거주하는 처소[處]를 말한다. 초기불교 이래의 교학에 따르면, 성문4과 가운데 제3과인 불환과(不還果) 즉 아나함과(阿那含果)를 증득한 성인들이 거주하는 처소[處] 또는 하늘[天]이다. 불환과(不還果)는 유신견결(有身見結) · 계금취견결(戒禁取見結) · 의결(疑結) · 욕탐결(欲貪結) · 진에결(瞋恚結)의 5하분결(五下分結)이 끊어지면 증득된다. 즉 욕계의 모든 번뇌, 즉 욕계의 모든 견혹과 수혹을 극복한 상태이다. (참고: 결 (불교))
음역하여 수다회천(首陁會天) · 수타발사(首陀跋娑) · 수타수(首陀穗) 또는 슬타바사사(秫陀婆娑私)라고도 한다.
의역하여 5나함(五那含) · 5나함천(五那含天) · 5불환천(五不還天) · 5정거(五淨居) · 5정거처(五淨居處) 또는 5정궁지(五淨宮地)라고도 하며, 줄여서 나함천(那含天) · 불환천(不還天) · 정거(淨居) · 정거처(淨居處) · 정궁(淨宮) 또는 정궁지(淨宮地)라고도 한다. '맑은 두레박'이라는 뜻의 조병(澡缾)이라고도 한다.
5정거천(五淨居天) 또는 정거천(淨居天)은 다음의 분류, 그룹 또는 체계의 한 요소이다.
- 부파불교의 설일체유부와 경량부의 색계 17천(色界十七天)의 체계에서, 《구사론》에 나열된 색계 17천의 순서와 명칭에 따르면, 마지막의 다섯 하늘[天]인 무번천(無煩天) · 무열천(無熱天) · 선현천(善現天) · 선견천(善見天) · 색구경천(色究竟天)에 해당한다.[24][25]
  - 이 경우 초선천(初禪天: 3천) · 제2선천(第二禪天: 3천) · 제3선천(第三禪天: 3천) · 제4선천(第四禪天: 8천)의 색계 4선천(四禪天) 중 제4선천의 8천 가운데 마지막 5가지 하늘[天]이다.
- 상좌부와 대승불교의 색계 18천(色界十七天)의 체계에서, 《천태사교의》에 나열된 색계 18천의 순서와 명칭에 따르면, 마지막의 다섯 하늘[天]인 무번천(無煩天) · 무열천(無熱天) · 선견천(善見天) · 선현천(善現天) · 색구경천(色究竟天)에 해당한다.[26]
  - 이 경우 초선천(初禪天: 3천) · 제2선천(第二禪天: 3천) · 제3선천(第三禪天: 3천) · 제4선천(第四禪天: 9천)의 색계 4선천(四禪天) 중 제4선천의 9천 가운데 마지막 5가지 하늘[天]이다.
- 《북본열반경》의 제14권과 《천태사교의》 등을 비롯한 대승불교의 교학에서, 유(有) 즉 '윤회하는 존재'의 상태를 25가지로 분류한 25유(二十五有) 가운데 하나인 정거아나함유(淨居阿那含有)에 해당한다.[26][27][28][29][30][31][32]

## 경론별 설명

### 순정리론
부파불교의 설일체유부의 논서 《아비달마순정리론》 제21권에 따르면,
5정거천(五淨居天) 또는 정거천(淨居天)이라는 명칭에는 다음과 같은 3가지 뜻이 있다.
1. 정(淨)은 탁번뇌구(濯煩惱垢)를 뜻한다. 즉, 이욕(離欲)의 모든 성자들, 즉 욕계의 번뇌를 떠난 모든 성자들, 즉 불환과(아나함과)를 증득한 모든 성자들은 성도(聖道)라는 물로써 번뇌구(煩惱垢: 번뇌의 때, 즉 거친 번뇌, 즉 욕계의 번뇌)를 씼었다는 것을 뜻한다. 정신소지(淨身所止), 즉, 청정한 몸[淨身]이 머무는 곳이라는 뜻에서 정거(淨居)라고 이름한다.
2. 정(淨)은 여환책진(如還債盡)을 뜻한다. 즉, 정거천이라는 처소 또는 하늘[天]에 머물면서 생사윤회를 완전히 끝내게 되는데, 이것이 마치 부채를 다 갚는 것과 같다[如還債盡]는 것을 뜻한다. 정자소주(淨者所住), 즉, 청정한 이가 머무는 곳이라는 뜻에서 정거(淨居)라고 이름한다.
3. 정(淨)은 무이생잡(無異生雜)을 뜻한다. 즉, 정거천이라는 처소 또는 하늘[天]에는 이생(異生) 즉 범부가 섞여 있지 않다는 것을 뜻한다. 순성소지(純聖所止), 즉, 순전히 성자들만 머무는 곳이라는 뜻에서 정거(淨居)라고 이름한다.

### 유가사지론
대승불교의 유식유가행파의 논서 《유가사지론》 제4권에서는,
색계 18천에 대한 설명의 일부로서 다음과 같이 5정거천(五淨居天)에 대해 설명하고 있다. 《유가사지론》에서는 5정거천을 5정궁지(五淨宮地)라 부르고 있다. 그리고 이 다섯 처소 또는 다섯 하늘[天] 너머에 10지보살(十地菩薩)이 머무는 대자재주처(大自在住處)가 있다고 말하고 있다.
 復有諸聖住止不共五淨宮地。謂無煩無熱善現善見。及色究竟由軟中上。上勝上極品。雜熏修第四靜慮故。復有超過淨宮大自在住處。有十地菩薩。由極熏修第十地故得生其中。

 
다시 여러 성인들이 머무르는[住止] 불공(不供)의 다섯 가지의 깨끗한 궁궐[五淨宮地]이 있다. 즉 무번(無煩)과 무열(無熱)과 선견(善見)과 선현(善現) 및 색구경(色究竟)은 연(軟: 하품) 중(中) 상(上) 상승(上勝) 상극품(上極品)을 섞어서 제4정려(第四靜慮)를 매우 잘 익혀 닦기 때문이다.

다시 깨끗한 궁궐[淨宮]을 지나쳐 대자재주처(大自在住處)가 있어서 10지보살(地菩薩)이 있으니, 마지막의 제10지(第十地)를 익혀 닦았기 때문에 그 곳에 태어나게 되는 것이다.
 — 《유가사지론》 제4권. 한문본 & 한글본

## 3계와 5정거천
부파불교의 설일체유부의 논서 《아비달마구사론(阿毘達磨俱舍論)》 제8권에 기술된 3계의 구조, 대승불교의 천태종의 논서 《천태사교의(天台四敎儀)》에 기술된 3계의 구조, 그리고 초기불교 경전인 《장아함경(長阿含經)》 제20권에 설해진 3계의 구조에서의 무번천(無煩天) · 무열천(無熱天) · 선현천(善現天) · 선견천(善見天) · 색구경천(色究竟天)의 5정거천(五淨居天)의 위치는 아래 표와 같다.
부파불교의 설일체유부와 경량부의 색계 17천의 체계에서는 무상천(無想天)이 색계의 제12천으로, 제4선천의 3번째 하늘[天]인 광과천(廣果天)에 포함되는 반면, 상좌부와 대승불교의 색계 18천의 체계에서는 무상천이 광과천 위에 존재하는 별도의 하늘[天]로 설정되어 있다. 이러한 사항을 염두에 둘 때, 색계 17천의 체계이건 색계 18천의 체계이건 또는 《장아함경》에 나타난 색계 22천의 체계이건 이 모두의 체계에서 공통된 사항은 5정거천이 무상천 위에 존재한다는 것이다. 무상천에 대한 불교 교학에 따르면, 무상천은 외도(外道)나 범부(凡夫)가 무상정을 닦아서 태어나는 곳으로, 외도에서는 무상천을 열반 또는 해탈이라 여기기도 한다.

## 색계와 5정거천
대승불교의 유식유가행파의 논서 《유가사지론》 제9권에 따르면,
5정거천(五淨居天) 또는 정거천(淨居天)은 3가지 승생(勝生: 뛰어나게 태어남), 즉, 3가지 '색계에 태어나는 이숙과', 즉, 3가지 '색계로의 생천(生天)' 가운데 하나이다. 3가지 승생은 이생무상천생(異生無想天生) · 유상천생(有想天生) · 정거천생(淨居天生)이다.
 又色界中有三種勝生。一者異生無想天生。二者有想天生。三者淨居天生。

 
또한 색계(色界)에도 세 가지 뛰어나게 태어나는 것[勝生]이 있으니, 첫째는 이생(異生)이 무상천(無想天)에 태어나는 것[異生無想天生]이고, 둘째는 유상천(有想天)에 태어나는 것[有想天生]이고, 셋째는 정거천(淨居天)에 태어나는 것[淨居天生]이다.
 — 《유가사지론》 제9권. 한문본 & 한글본
위의 《유가사지론》의 설명에 따르면, 색계의 하늘[天]들은 이숙과라는 관점에서 크게 3가지로 나뉜다. 하위의 하늘[天]에서부터 상위의 하늘[天]의 순서로 나열하면, 첫째는 유상천생(有想天生)으로 성문(聲聞) 제3과인 아나함과(불환과)를 증득하지 못한 상태의 유정이 인과의 법칙에 따라 전생의 선업의 과보로서 유상천(有想天)에 태어나는 것, 즉 색계 18천(十八天) 가운데 광과천(廣果天) 이하에 태어나는 것을 말한다. 둘째는 이생무상천생(異生無想天生)으로 외도나 범부가 무상정을 닦아 이에 따른 과보로서 무상천(無想天)에 태어나는 것으로, 이것을 특별히 무상이숙(無想異熟)이라고 한다. 셋째는 정거천생(淨居天生)으로 성문(聲聞) 제3과인 아나함과(불환과)를 증득한 성자가 무번천(無煩天) · 무열천(無熱天) · 선현천(善現天) · 선견천(善見天) · 색구경천(色究竟天)의 5정거천(五淨居天) 가운데 어느 하나에 태어나는 것을 말한다.

## 5정거천

### (1) 무번천
무번천(無煩天, 산스크리트어: Avrha, 팔리어: Aviha)은 5정거천 가운데 제1천이다. 또한, 색계 17천의 체계에서 제13천이고 제4선천의 8천 가운데 제4천이며, 색계 18천의 체계에서 제14천이고 제4선천의 9천 가운데 제5천이다.
음역하여 아부하나(阿浮訶那) · 아비려사(阿鞞麗舍) · 아비바(阿毘波) · 아비화(阿卑和) 또는 아화천(阿和天)라고도 한다. 의역하여 무광천(無廣天) · 무광천(無誑天) · 무구천(無求天) · 무대구천(無大求天) · 무번천(無繁天) · 무소촉천(無所觸天) · 무조천(無造天) · 무희망천(無希望天) 또는 불추천(不麤天)이라고도 한다.
부파불교의 설일체유부의 논서 《아비달마순정리론》 제21권에 따르면,
5정거천의 첫 번째인 무번천(無繁天)에는 세 가지 뜻이 있다.
첫째, 번(繁)은 번잡(繁雜)을 뜻한다. 이런 뜻에서, 무번(無繁)은 최초(最初)를 뜻한다. 즉, 번잡함이 없는 처소 또는 하늘[天]들 중에서 가장 첫 번째[最初]라는 것을 뜻한다.
둘째, 번(繁)은 번광(繁廣: 번잡 광대함)을 뜻한다.  이런 뜻에서, 무번(無繁)은 최열(最劣)을 뜻한다. 즉, 광대한 처소 또는 하늘[天]들 중에서 이곳이 가장 저열하다는 것을 뜻한다.
셋째, 무번천은 무구천(無求天)이라고도 하는데, 이것은 불구취입(不求趣入)을 뜻한다. 즉, 무색계(無色界)에 들어가는 것을 구(求)하지 않는다는 것, 즉 희망 또는 희구하지 않는다는 것을 뜻하는 명칭이다.

### (2) 무열천
무열천(無熱天, 산스크리트어: Atapa, Anavatapta, 팔리어: Atapa)은 5정거천 가운데 제2천이다. 또한, 색계 17천의 체계에서 제14천이고 제4선천의 8천 가운데 제5천이며, 색계 18천의 체계에서 제15천이고 제4선천의 9천 가운데 제6천이다.
음역하여 답화천(答和天) · 아답바(阿答波) · 아답화(阿答和) 또는 아타바(阿陀波)라고도 한다. 의역하여 무뇌천(無惱天) · 무소천(無燒天) · 무숙천(無熟天) · 불뇌천(不惱天) · 불소천(不燒天) 또는 불열천(不熱天)이라고도 한다.
부파불교의 설일체유부의 논서 《아비달마순정리론》 제21권에 따르면,
5정거천의 두 번째인 무열천(無熱天)에는 세 가지 뜻이 있다.
첫째, 열(熱)은 중품(中品)의 잡수정려(雜修靜慮)로써 대치(對治)되는 번뇌에 의한 열뇌(熱惱)를 뜻한다. 이런 뜻에서, 무열(無熱)은 이제열뇌(離諸熱惱)를 뜻한다. 즉, 하품(下品) · 중품(中品) · 상품(上品) · 상승품(上勝品) · 상극품(上極品)의 5품의 잡수정려 가운데  중품(中品)의 잡수정려로써 해당 장애를 잘 복제(伏除: 조복시키고 제거함)하였으며 의요(意樂)가 고르고 순[調柔]하여 모든 열뇌(熱惱)를 떠났다는 것을 뜻한다.
둘째, 열(熱)은 하지(下地)에서 번뇌를 낳게 하는 것을 뜻한다. 이런 뜻에서, 무열(無熱)은 초원리(初離遠)를 뜻한다. 즉, 이 처소 또는 하늘[天]은 처음으로 이러한 상태로부터 멀리 떠난 상태[初離遠]라는 것을 뜻한다.
셋째, 열(熱)은 치성(熾盛)을 뜻한다. 이런 뜻에서, 무열(無熱)은 유미증(猶未證)을 뜻한다. 즉, 이 처소 또는 하늘[天]에서는 아직 상품(上品)의 잡수정려(雜修靜慮)와 그 과보를 증득하지 못한 상태라는 것을 뜻한다.
위의 설명에서 나오는 잡수정려(雜修靜慮)는 잡수정(雜修定)이라고도 하는데, 부파불교의 설일체유부의 교학에 따르면 두 찰나의 무루정 중간에 한 찰나의 유루정을 닦는 것을 말한다. 즉, 무루정-유루정-무루정을 닦는 것으로, 능히 5정거천의 과보를 초래하는 선정이다. 잡수정려 또는 잡수정에는 하품(下品) · 중품(中品) · 상품(上品) · 상승품(上勝品) · 상극품(上極品)의 5품이 있다. 하품의 잡수정려는 무루정-유루정-무루정의 세 찰나이며, 중품의 잡수정려는 하품의 잡수정려를 가행으로 삼아 다시 무루정-유루정-무루정의 세 찰나를 닦는 것이다. 상품(上品) · 상승품(上勝品) · 상극품(上極品)도 마찬가지의 방식으로 이루어진다. 이와 같은 다섯 품류 또는 유형의 선정 수행에 따라 그것에 상응하여 무번천 · 무열천 · 선현천 · 선견천 · 색구경천의 5정거천 가운데 해당되는 하늘[天]에 태어나게 된다.

### (3) 선현천
선현천(善現天, 산스크리트어: Sudrśa, 팔리어: Sudassa)은 5정거천 가운데 제3천이다. 또한, 색계 17천의 체계에서 제15천이고 제4선천의 8천 가운데 제6천이며, 색계 18천의 체계에서 제16천이고 제4선천의 9천 가운데 제7천이다.
음역하여 수무(須武) · 수제사(修提舍) 또는 수달칭천(須達稱天)이라고도 한다. 의역하여 가사천(假使天) · 묘견천(妙見天) · 무비천(無比天) · 선견천(善見天) · 선관천(善觀天) · 선호견천(善好見天) 또는 쾌견천(快見天)이라고도 한다. 이 의역어들 가운데 묘견천 · 선견천 · 선관천 · 선호견천 · 쾌견천은 5정거천 가운데 제4천의 번역어이기도 하다.
부파불교의 설일체유부의 논서 《아비달마순정리론》 제21권에 따르면,
5정거천의 세 번째인 선현천(善現天)에서, 선현(善現)은 과덕이창(果德易彰)을 뜻한다. 즉, 상품(上品)의 잡수정려(雜修靜慮)를 증득하여 그 과덕(果德: 증과의 공덕)이 '쉽게 드러나 보인다[易彰]'는 것을 뜻한다.

### (4) 선견천
선견천(善見天, 산스크리트어: Sudarśana, 팔리어: Sudassana)은 5정거천 가운데 제4천이다. 또한, 색계 17천의 체계에서 제16천이고 제4선천의 8천 가운데 제7천이며, 색계 18천의 체계에서 제17천이고 제4선천의 9천 가운데 제8천이다.
음역하여 수달리사나(須達梨舍那) · 수제사나(修提舍那) · 수타시(須陀尸) · 수타시니(須陀施尼) 또는 수타시천(須陀尸天)이라고도 한다. 의역하여 대선견천(大善見天) · 묘견천(妙見天) · 선관천(善觀天) · 선현천(善現天) · 선호견천(善好見天) 또는 쾌견천(快見天)이라고도 한다. 이 의역어들 가운데 묘견천 · 선관천 · 선현천 · 선호견천 · 쾌견천은 5정거천 가운데 제3천의 번역어이기도 하다.
부파불교의 설일체유부의 논서 《아비달마순정리론》 제21권에 따르면,
5정거천의 네 번째인 선견천(善見天)에서, 선견(善見)은 견극청철(見極清澈)을 뜻한다. 즉, 상승품(上勝品)의 잡수정려(雜修靜慮)를 증득한 상태로서, 잡수정려로서는 마지막 장애인 상극품(上極品)의 장애만이 남아 있는데 이 장애는 지극히 미세하여 '견(見)이 극히 맑다[見極清澈]'는 것을 뜻한다.

### (5) 색구경천
색구경천(色究竟天, 산스크리트어: Akanistha, Aghanistha, 팔리어: Akanittha)은 5정거천 가운데 제5천이다. 또한, 색계 17천의 체계에서 제17천이고 제4선천의 8천 가운데 제8천이며, 색계 18천의 체계에서 제18천이고 제4선천의 9천 가운데 제9천이다.
음역하여 아가니사타(阿迦尼師吒) · 아가니사타천(阿迦尼師吒天) · 아가니슬체(阿迦抳瑟搋) · 아가니타(阿迦尼吒) · 아가니타천(阿迦尼吒天) · 아가니타(阿迦膩吒) 또는 아가니타천(阿迦膩吒天)이라고도 한다. 의역하여 무결애천(無結愛天) · 무소천(無小天) · 애구경천(礙究竟天) · 일구경천(一究竟天) · 일선천(一善天) 또는 질애구경천(質閡究竟天)이라고도 한다.
부파불교의 설일체유부의 논서 《아비달마순정리론》 제21권에 따르면,
5정거천의 다섯 번째인 색구경천(色究竟天)에는 세 가지 뜻이 있다.
첫째, 색구경(色究竟)은 유색처(有色處) 즉 유색법의 처소 또는 하늘[天] 중에서 이 처소 또는 하늘을  뛰어넘을 만한 곳이 없다는 것을 뜻한다.
둘째, 색구경(色究竟)은 이 처소 또는 하늘은 온갖 괴로움의 소의신(所依身)이 최후변(最後邊: 가장 끝, 마지막 가장자리)에 이른 곳이라는 것을 뜻한다.
셋째, 색구경(色究竟)에서 색은 적집색(積集色: 극미가 적집되어 형성된 색)을 말하는 것으로, 이 적집색이 최후변(最後邊: 가장 끝, 마지막 가장자리)에 이른 곳이라는 것을 뜻한다.

## 25유와 5정거천
유(有)는 즉 '윤회하는 존재'를 25유형으로 구분한 25유(二十五有)의 체계에서 5정거천은 1가지 유(有)로 구분되고 있다. 25유의 체계에서 5정거천은 정거아나함유(淨居阿那含有)라고 불리며 21번째 유(有)이다.
제관의 《천태사교의》에 따르면, 3계 6도의 25유의 의보(依報) · 정보(正報)의 2보(二報) 전체가 곧 4성제의 고제(苦諦), 즉 '괴로움의 진리'이다.
대승불교 경전인 《북본열반경》 제14권과 대승불교의 천태종의 논서인 《천태사교의》에 따르면, 25유(二十五有)에서의 5정거천의 위치는 다음과 같다.
| 순서 | 25유                            | 3계    | 6도      | 선정 | 처소 |
| ---- | ------------------------------- | ------ | -------- | --- | --- |
| 1    | 지옥유(地獄有)                  | 욕계   | 지옥도   | 욕계산지(欲界散地)                                                                                      | - 지옥(地獄) - 8열지옥(八熱地獄) - 8한지옥(八寒地獄) |
| 2    | 축생유(畜生有)                  | 욕계   | 축생도   | 욕계산지(欲界散地)                                                                                      | - 축생처(畜生處) - 땅 · 물 · 하늘 등 각 처소에 편재함 |
| 3    | 아귀유(餓鬼有)                  | 욕계   | 아귀도   | 욕계산지(欲界散地)                                                                                      | - 아귀처(餓鬼處) - 유복덕자(有福德者): 산림(山林) · 무덤[塚] · 사당[廟神] - 무복덕자(無福德者): 부정처(不淨處)에 거처                                                                       |
| 4    | 아수라유(阿修羅有)              | 욕계   | 아수라도 | 욕계산지(欲界散地)                                                                                      | - 아수라처(阿修羅處) - 해안(海岸) - 해저궁전(海底宮殿) |
| 5    | 불바제유(弗婆提有)              | 욕계   | 인간도   | 욕계산지(欲界散地)                                                                                      | 4주(四洲) 중 - 동불바제(東弗婆提) 즉 동승신주(東勝身洲) |
| 6    | 구야니유(瞿耶尼有)              | 욕계   | 인간도   | 욕계산지(欲界散地)                                                                                      | 4주(四洲) 중 - 서우화주(西牛貨洲) 즉 서구다니(西瞿陀尼) |
| 7    | 울단월유(鬱單越有)              | 욕계   | 인간도   | 욕계산지(欲界散地)                                                                                      | 4주(四洲) 중 - 북구로주(北俱盧洲) 즉 북울단월(北鬱單越) |
| 8    | 염부제유(閻浮提有)              | 욕계   | 인간도   | 욕계산지(欲界散地)                                                                                      | 4주(四洲) 중 - 남섬부주(南贍部洲) 즉 남염부제(南閻浮提) |
| 9    | 4천처유(四天處有)               | 욕계   | 천상도   | 욕계산지(欲界散地)                                                                                      | 6욕천(六欲天) 중 - (1) 4천왕천(四天王天) 즉 4대왕중천(四大王衆天) 즉 4왕천(四王天) - 동쪽의 지국천(持國天) - 남쪽의 증장천(增長天) - 서쪽의 광목천(廣目天) - 북쪽의 다문천(多聞天)          |
| 10   | 33천처유 (三十三天處有)         | 욕계   | 천상도   | 욕계산지(欲界散地)                                                                                      | 6욕천(六欲天) 중 - (2) 도리천(忉利天) 즉 33천(三十三天) |
| 11   | 염마천유(炎摩天有)              | 욕계   | 천상도   | 욕계산지(欲界散地)                                                                                      | 6욕천(六欲天) 중 - (3) 야마천(夜摩天) 즉 염마천(焰摩天) |
| 12   | 도솔천유(兜率天有)              | 욕계   | 천상도   | 욕계산지(欲界散地)                                                                                      | 6욕천(六欲天) 중 - (4) 도솔천(兜率天) 즉 도사다천(都史多天) |
| 13   | 화락천유(化樂天有)              | 욕계   | 천상도   | 욕계산지(欲界散地)                                                                                      | 6욕천(六欲天) 중 - (5) 화락천(化樂天) 즉 낙변화천(樂變化天) 즉 화자재천(化自在天) |
| 14   | 타화자재천유 (他化自在天有)     | 욕계   | 천상도   | 욕계산지(欲界散地)                                                                                      | 6욕천(六欲天) 중 - (6) 타화자재천(他化自在天) |
| 15   | 초선유(初禪有)                  | 색계   | 천상도   | 4선(四禪) 즉 4정려(四靜慮) 중 - 초선(初禪) 즉 제1정려(第一靜慮)                                         | 초선3천(初禪三天) 중 - (1) 범중천(梵衆天) - (2) 범보천(梵輔天) |
| 16   | 대범천유(大梵天有)              | 색계   | 천상도   | 4선(四禪) 즉 4정려(四靜慮) 중 - 초선(初禪) 즉 제1정려(第一靜慮)                                         | 초선3천(初禪三天) 중 - (3) 대범천(大梵天) |
| 17   | 2선유(二禪有)                   | 색계   | 천상도   | 4선(四禪) 즉 4정려(四靜慮) 중 - 2선(二禪) 즉 제2정려(第二靜慮)                                          | 2선3천(二禪三天) - (4) 소광천(少光天) - (5) 무량광천(無量光天) - (6) 광음천(光音天) 즉 극광정천(極光淨天)                                                                                   |
| 18   | 3선유(三禪有)                   | 색계   | 천상도   | 4선(四禪) 즉 4정려(四靜慮) 중 - 3선(三禪) 즉 제3정려(第三靜慮)                                          | 3선3천(三禪三天) - (7) 소정천(少淨天) - (8) 무량정천(無量淨天) - (9) 변정천(遍淨天) |
| 19   | 4선유(四禪有)                   | 색계   | 천상도   | 4선(四禪) 즉 4정려(四靜慮) 중 - 4선(四禪) 즉 제4정려(第四靜慮) (무상정(無想定)과 잡수정(雜修定)은 제외) | 4선9천(四禪九天) 중 - (10) 무운천(無雲天) - (11) 복생천(福生天) - (12) 광과천(廣果天) |
| 20   | 무상유(無想有)                  | 색계   | 천상도   | 4선(四禪) 즉 4정려(四靜慮) 중 4선(四禪) 즉 제4정려(第四靜慮)에 속한 - 무상정(無想定)                    | 4선9천(四禪九天) 중 - (13) 무상천(無想天) |
| 21   | 정거아나함유 (淨居阿那含有)     | 색계   | 천상도   | 4선(四禪) 즉 4정려(四靜慮) 중 4선(四禪) 즉 제4정려(第四靜慮)에 속한 - 잡수정(雜修定)                    | 4선9천(四禪九天) 중 5정거천(五淨居天) - (14) 무번천(無煩天) - (15) 무열천(無熱天) - (16) 선견천(善見天) 즉 선현천(善現天) - (17) 선현천(善現天) 즉 선견천(善見天) - (18) 색구경천(色究竟天) |
| 22   | 공처유(空處有)                  | 무색계 | 천상도   | 4무색정(四無色定) 중 - 공무변처정(空無邊處定)                                                           | 무색계 4천(無色界四天) 중 - (1) 공처천(空處天) 즉 공무변처(空無邊處) |
| 23   | 식처유(識處有)                  | 무색계 | 천상도   | 4무색정(四無色定) 중 - 식무변처정(識無邊處定)                                                           | 무색계 4천(無色界四天) 중 - (2) 식처천(識處天) 즉 식무변처(識無邊處) |
| 24   | 불용처유(不用處有)              | 무색계 | 천상도   | 4무색정(四無色定) 중 - 무소유처정(無所有處定)                                                           | 무색계 4천(無色界四天) 중 - (3) 무소유처천(無所有處天) 즉 무소유처(無所有處) |
| 25   | 비상비비상처유 (非想非非想處有) | 무색계 | 천상도   | 4무색정(四無色定) 중 - 비상비비상처정(非想非非想處定)                                                   | 무색계 4천(無色界四天) 중 - (4) 비비상천(非非想天) 즉 비상비비상처(非想非非想處) |

## 같이 보기
- 색계
- 색계 16천
- 색계 17천
- 색계 18천
- 색계 21천
- 색계 22천
- 성문4과
- 결 (불교)
- 5하분결
- 불교 용어 목록/유#유
- 십이연기설#(10) 유(有)
- 25유
- 5주지번뇌
- 4식주
- 7식주

## 참고 문헌
- 고려대장경연구소. 《고려대장경 전자 불교용어사전》. 고려대장경 지식베이스 / (사)장경도량 고려대장경연구소. |title=에 외부 링크가 있음 (도움말)
- 곽철환 (2003). 《시공 불교사전》. 시공사 / 네이버 지식백과. |title=에 외부 링크가 있음 (도움말)
- 담무참 한역, 번역자 미상 (K.105, T.374). 《대반열반경》. 일명 《북본열반경》. 한글대장경 검색시스템 - 전자불전연구소 / 동국역경원. K.105(9-1), T.374(12-365). |title=에 외부 링크가 있음 (도움말)
- 무착 지음, 현장 한역 (K.571, T.1602). 《현양성교론》. 한글대장경 검색시스템 - 전자불전연구소 / 동국역경원. K.571(16-1), T.1602(31-480). |title=에 외부 링크가 있음 (도움말)
- 미륵 지음, 현장 한역, 강명희 번역 (K.614, T.1579). 《유가사지론》. 한글대장경 검색시스템 - 전자불전연구소 / 동국역경원. K.570(15-465), T.1579(30-279). |title=에 외부 링크가 있음 (도움말)
- 법립·법거 공역, 번역자 미상 (K.662, T.23). 《대루탄경》. 한글대장경 검색시스템 - 전자불전연구소 / 동국역경원. K.662(29-756), T.23. |title=에 외부 링크가 있음 (도움말)
- 불타야사·축불념 한역, 번역자 미상 (K.647, T.1). 《장아함경》. 한글대장경 검색시스템 - 전자불전연구소 / 동국역경원. K.647(17-815), T.1(1-1). |title=에 외부 링크가 있음 (도움말)
- 사나굴다 한역, 번역자 미상 (K.660, T.24). 《기세경》. 한글대장경 검색시스템 - 전자불전연구소 / 동국역경원. K.660(19-263), T.24(1-310). |title=에 외부 링크가 있음 (도움말)
- 세친 지음, 현장 한역, 권오민 번역 (K.955, T.1558). 《아비달마구사론》. 한글대장경 검색시스템 - 전자불전연구소 / 동국역경원. K.955(27-453), T.1558(29-1). |title=에 외부 링크가 있음 (도움말)
- 용수 지음, 구마라습 한역, 김성구 번역 (K.549, T.1509). 《대지도론》. 한글대장경 검색시스템 - 전자불전연구소 / 동국역경원. K.549(14-493), T.1509(25-57). |title=에 외부 링크가 있음 (도움말)
- 운허.  동국역경원 편집, 편집. 《불교 사전》. |title=에 외부 링크가 있음 (도움말)
- (영어) DDB. 《Digital Dictionary of Buddhism (電子佛教辭典)》. Edited by A. Charles Muller. |title=에 외부 링크가 있음 (도움말)
- (영어) Sanskrit and Tamil Dictionaries. 《Cologne Digital Sanskrit Dictionaries》. Institute of Indology and Tamil Studies, Cologne University (www.sanskrit-lexicon.uni-koeln.de). |title=, |출판사=에 외부 링크가 있음 (도움말)
- (중국어) 담무참 한역 (T.374). 《대반열반경(大般涅槃經)》. 일명 《북본열반경》. 대정신수대장경. T12, No. 374, CBETA. |title=에 외부 링크가 있음 (도움말)
- (중국어) 무착 조, 현장 한역 (T.1602). 《현양성교론(顯揚聖敎論)》. 대정신수대장경. T31, No. 1602, CBETA. |title=에 외부 링크가 있음 (도움말)
- (중국어) 미륵 조, 현장 한역 (T.1579). 《유가사지론(瑜伽師地論)》. 대정신수대장경. T30, No. 1579. CBETA. |title=에 외부 링크가 있음 (도움말)
- (중국어) 법립·법거 공역 (T.23). 《대루탄경(大樓炭經)》. 대정신수대장경. T1, No. 23, CBETA. |title=에 외부 링크가 있음 (도움말)}
- (중국어) 佛門網. 《佛學辭典(불학사전)》. |title=에 외부 링크가 있음 (도움말)
- (중국어) 불타야사·축불념 한역 (T.1). 《장아함경(長阿含經)》. 대정신수대장경. T1, No. 1, CBETA. |title=에 외부 링크가 있음 (도움말)}
- (중국어) 사나굴다 한역 (T.24). 《기세경(起世經)》. 대정신수대장경. T1, No. 24, CBETA. |title=에 외부 링크가 있음 (도움말)}
- (중국어) 星雲. 《佛光大辭典(불광대사전)》 3판. |title=에 외부 링크가 있음 (도움말)
- (중국어) 세친 조, 현장 한역 (T.1558). 《아비달마구사론(阿毘達磨俱舍論)》. 대정신수대장경. T29, No. 1558, CBETA. |title=에 외부 링크가 있음 (도움말)
- (중국어) 용수 조, 구마라습 한역 (T.1509). 《대지도론(大智度論)》. 대정신수대장경. T25, No. 1509, CBETA. |title=에 외부 링크가 있음 (도움말)}
- (중국어) 제관 록 (T.1931). 《천태사교의(天台四教儀)》. 대정신수대장경. T46, No. 1931, CBETA. |title=에 외부 링크가 있음 (도움말)